# باچلی
باچلی (به انگلیسی: Bacchelli) با نام کامل خوزه ماریا باچلی اورتگا (به انگلیسی: José María Bacchelli Ortega) (زاده ۱۰ سپتامبر ۱۹۵۲) خواننده، بازیگر اسپانیایی است.
او نماینده اسپانیا در مسابقه آواز یوروویژن ۱۹۸۱ بود .